# Ursitoare
Les tres ursitoare de la mitologia romanesa són tres fades que s'apareixen a la tercera nit del naixement d'un infant per a determinar-li el curs de la seva vida. Serien similars a les moires gregues i d'altres cultures veïnes. Actualment és habitual incloure una representació o espectacle de les tres fades durant les celebracions del bateig.